# Centro Europeu para o Desenvolvimento da Formação Profissional
O Centro Europeu para o Desenvolvimento da Formação Profissional (sigla: Cedefop) é um organismo da União Europeia que promove o desenvolvimento do ensino e da formação profissionais. Trata-se de um centro que reúne competências para divulgação de conhecimentos e apoio aos responsáveis pelas decisões políticas. A sua sede localiza-se em Salonica, na Grécia.